# Syrisch-Orthodoxe Kathedrale St. Thomas
Die Syrisch-Orthodoxe Kathedrale St.-Thomas (arabisch كاتدرائية القديس توما للسريان الأرثوذكس oder كاتدرائية مار توما الرسول; syrisch ܥܹܕܬܐ ܕܡܵܪܝ ܬܐܘܿܡܵܐ ܕܐ݇ܣܘܼܪ̈ܝܵܝܹܐ ܐܲܪ̈ܬ݂ܘܿܕܘܿܟܣܵܝܹܐ ܓܲܘ ܡܲܘܨܸܠ) ist eine Kirche in der irakischen Stadt Mossul, die im Jahre 640 eröffnet wurde und damit die älteste Kirche der Stadt ist. Sie ist die Kathedrale des Bistums Mossul der Syrisch-Orthodoxen Kirche.

## Standort
Die syrisch-orthodoxe St.-Thomas-Kathedrale steht im Zentrum der Altstadt Mossuls rund 50 m nordwestlich der Ninive-Straße (شارع نينوى), etwa 20 m nordöstlich der Georgskirche (Mar Kurkis, كنيسة مار كوركيس), rund 40 m südlich der syrisch-katholischen Thomaskirche (كنيسة مار توما للسريان الكاثوليك) – zwischen den beiden Kirchen befindet sich der Friedhof der syrisch-orthodoxen St.-Thomas-Kathedrale –, etwa 250 m nördlich der chaldäisch-katholischen Mart-Meskinta-Kirche (كنيسة القديسة مسكنتة الكلدانية) und 250 m südwestlich der Großen an-Nuri-Moschee (مسجد نوري الكبير).

## Geschichte
Die syrisch-orthodoxe Thomaskathedrale ist die älteste bestehende Kirche Mossuls. Das Erzbistum Mossul ist seit dem Jahr 554 bezeugt, und seit dem 7. Jahrhundert ist die syrisch-orthodoxe Thomaskirche erwähnt. Laut Überlieferung soll die Kirche an der Stelle eines Hauses gebaut worden sein, in dem der Apostel Thomas auf seinem Weg nach Indien Unterkunft erhalten hatte. Als Jahr der Fertigstellung wird 640 angegeben – eine Zeit, in der sich das heute inmitten der Altstadt gelegene Gebäude noch vor den Toren der Stadt befand. Im selben Jahrhundert gab es in der Stadt auch ein Kloster Mar Gabriel, an dessen Standort im 18. Jahrhundert die chaldäische al-Tahira-Kathedrale errichtet wurde. Im Jahr 641 wurde Mossul von den islamischen Truppen eingenommen, so dass die Christen Dhimmis wurden (bis 1855). Im Jahre 770 wird die Thomaskirche im Zusammenhang mit einer Beschwerde an den Kalifen al-Mahdi erwähnt. Auch unter der islamischen Herrschaft blieb die Thomaskirche über die Jahrhunderte ein zentraler Ort kirchlichen Lebens, wie etwa Dokumente aus dem 12., dem 13. und dem 17. Jahrhundert bezeugen. Erhebliche Teile des heutigen Gebäudes stammen wahrscheinlich aus den 13. Jahrhundert. Größere Erweiterungsbauten gab es im 14. und im 18. Jahrhundert. So entstand mit der Zeit ein Gebäudekomplex mit fünf Kirchenschiffen. Im Jahre 1848 entstand eine neue zentrale, dreischiffige Kirche, die in ihrem Stil an die alte Kirche angelehnt war. Bei Renovierungsarbeiten wurden 1964 die Fingerknochen des Apostels Thomas in der Kirche gefunden und seitdem in derselben verwahrt. 1989 wurde im „Polizeiviertel“ nahe der Universität Mossul auf der Ostseite des Tigris eine neue syrisch-orthodoxe-Kirche geweiht, die St.-Ephräm-Kirche. Auch der Sitz des Erzbistums Mossul wurde aus der St.-Thomas-Kathedrale dorthin verlegt, so dass sie St.-Ephräm-Kirche die Funktion als syrisch-orthodoxe Kathedrale übernahm.
Mit der Invasion der USA ab 2003 und den nachfolgenden Christenverfolgungen wurde das Leben für die Christen Mossuls gefährlich. Zum Schutz der Christen wurden die schmalen Straßen, in denen sich unter anderem die syrisch-orthodoxe Thomaskirche befand, für Kraftfahrzeuge gesperrt. Es gelang islamistischen Terroristen trotzdem, eine Bombe, versteckt unter Mehlsäcken auf einem Handkarren, in die Nähe der Kirche zu bringen. Am 23. Dezember 2009 explodierte diese Bombe, beschädigte die Kirche und tötete zwei – muslimische – Passanten, während fünf Menschen verletzt wurden. Viele Christen verließen nun die Stadt. Als der Daesch (IS) am 4. Juni 2014 Mossul angriff, lebten von etwa 60.000 Christen vor US-Invasion 2003 noch rund 30.000 in der Stadt. Von diesen blieb nach der Eroberung der Stadt durch Daesch am 10. Juni 2014 niemand. Damit ertönte nach den Worten des syrisch-orthodoxen Erzbischofs der Kathedrale, Nicodemos Daoud Matti Sharaf, der gleichzeitig die völlige Gleichgültigkeit des Westens hinsichtlich des Schicksals der Christen des Nahen Ostens verurteilte, erstmals nach 1800 Jahren kein christliches Gebet mehr in den Gemäuern dieser ältesten Kirche Mossuls.
Dem syrisch-orthodoxen Erzbischof Nicodemos Daoud Matti Sharaf gelang es in diesen Tagen des Daesch-Siegeszuges, die Reliquie vom Apostel Thomas aus der Stadt zu retten und am 17. Juni 2014 ins Mor-Mattai-Kloster in der Ninive-Ebene zu bringen, unmittelbar vor welchem der Daesch-Vormarsch zum Halten kam. Nicodemos Daoud Matti Sharaf nahm in der überwiegend christlichen Stadt Ankawa nahe der kurdischen Metropole Erbil seine Residenz im Exil. Die meisten christlichen Flüchtlinge aus Mossul kamen nach Ankawa. Der Hochaltar von 1848 wurde vom Daesch gesprengt. Die syrisch-orthodoxe Thomas-Kathedrale in Mossul diente dem Daesch von 2014 an als Gefängnis, bis die irakischen Streitkräfte bei der Rückeroberung des Stadtviertels Ende Juni 2017 viele der Gefangenen, unter ihnen viele Jesiden, aus dem Kirchengebäude befreien konnten. Während die kaum 250 m entfernte Große Moschee des an-Nuri mit ihrem „Schiefen Minarett“, in der Abu Bakr al-Baghdadi das Kalifat des Daesch („Islamischer Staat des Irak und der Levante“) verkündet hatte, während der Kämpfe am 18. Juni 2017 nahezu in Gänze zerstört wurde, verfehlten die meisten Granaten die syrisch-orthodoxe Thomas-Kathedrale. Ein Geschoss durchschlug das Gewölbe des Hauptschiffes, doch blieb es im Übrigen weitgehend bei den bereits erheblichen Schäden durch den Vandalismus des Daesch. An den Kirchenwänden wurden Markierungen für die geplante Anbringung von Sprengsätzen gefunden. Leichen gefallener Daesch-Kämpfer faulten unter den Trümmern im Inneren der Kirche, und ihre verkohlten Knochen sollen noch Monate danach in der Kirche gelegen haben. Noch im März 2018 beklagte der weiterhin im Exil in Ankawa lebende Erzbischof Sharaf, dass niemand die toten Islamisten aus der Kirche fortgeschafft hatte. Bis zu diesem Datum waren nach seinen Worten nicht mehr als 60 christliche Familien in die Stadt zurückgekehrt, und diese müssten unter sehr unsicheren Bedingungen leben. Im Januar 2019 befand sich die Kirche noch immer in einem vernachlässigten Zustand. Laut einer 2020 erschienenen Studie von Kirche in Not gab es 2019/2020 in Mossul keine Präsenz der syrisch-orthodoxen Kirche (nicht einmal eine Person mit Zugang zu einer funktionierenden Gebetsstätte).

## Architektur
Das Grundstück und damit der Fußboden der syrisch-orthodoxen Thomaskathedrale in Mosul befindet sich deutlich unter dem Straßenniveau. Das kircheneigene Land besteht im Norden aus dem einstigen Friedhof der Kirchengemeinde und im Süden aus dem Baukomplex der Kirche selbst. Dieser besteht aus einem Gefüge von fünf Kirchenschiffen, die von zwei oder drei Kirchengebäuden gebildet werden und durch Bögen mit achtkantigen Säulen voneinander getrennt sind. Die zentrale, dreischiffige Kirche mit ihren drei Eingängen zum Heiligtum wurde 1848 errichtet und dabei die Ikonostase mit der Königlichen Tür etwas zurückversetzt, um das Heiligtum mit dem Neubau in Einklang zu bringen. An der linken Säule, die einst die Königliche Tür hielt, befindet sich eine Reliquie des Heiligen Theodor. Der Hochaltar des Heiligtums, ebenfalls von 1848, wurde vom Daesch gesprengt. Südlich von der zentralen Kirche innerhalb desselben Bauwerks – gegenüber dem ältesten Gebäudeteil – befindet sich die einschiffige Kirche Mar Behnam von 1744, an deren südwestlichem Eingang sich zahlreiche Gräber syrisch-orthodoxer Bischöfe befinden. Das Heiligtum erstreckt sich als Ganzes und ungeteilt über alle Kirchenabschnitte und ist über insgesamt acht Königliche Türen erreichbar.

## Bistum und Bischof
Die syrisch-orthodoxe St.-Thomas-Kathedrale ist Sitz des syrisch-orthodoxen Bistums Mossul, auch Bistum Mossul, Kirkuk und Kurdistan genannt. Es umfasst neben der Stadt Mossul auch das gesamte Gebiet der Autonomen Region Kurdistan, wo die christliche Stadt Ankawa im Norden Erbils einen Schwerpunkt bildet, und Kirkuk. Innerhalb der Ninive-Ebene gehört nur Baghdida hierzu, während Bartella, Baschiqa, Almaghara, Alfaf und Merka ein eigenes Bistum mit Sitz im Mor-Mattai-Kloster bilden. Seit dem 27. November 2011 ist der am 1976 in Mossul geborene Metropolit Mor Nicodemos Daoud Matti Sharaf Mossuler Erzbischof. Dieser residiert jedoch derzeit nicht in Mossul, sondern in Ankawa.